# أنتي تويسكو
أنتـّي تويسكو (Antti Tuisku؛ روفانييمي، 27 فبراير 1984) مغني فنلندي، أصبح شهيراً بمشاركته في النسخة الفنلندية من برنامج بوب أيدول لاكتشاف المواهب موسم عام 2003. على الرغم احتلال تويسكو للمركز الثالث في البرتامج، أصبح بسهولة الفنان الأكثر شعبية بين الثلاثة. يعيش تويسكو حالياً في هلسنكي.
باع تويسكو أكثر من 160.000 ألبوم، وهو عدد كبير في فنلندا. قال أن نجمه المفضل هي مادونا. وهو أول فنان في فنلندا ليطلق ألبومين اثنين في نفس التاريخ (نيويورك وروفانيمي) ، وقد احتلا المركزين الأول والثاني في الأسبوع الأول.

## روابط خارجية
- أنتي تويسكو على موقع IMDb (الإنجليزية)
- أنتي تويسكو على موقع ميوزك برينز (الإنجليزية)
- أنتي تويسكو على موقع أول ميوزيك (الإنجليزية)
- أنتي تويسكو على موقع ديسكوغز (الإنجليزية)
- أنتي تويسكو على موقع قاعدة بيانات الفيلم (الإنجليزية)